# Prisoners of Love
Prisioneros de amor ('Prisoners of Love en Estados Unidos) es el tercer episodio de la primera temporada de Hora de aventura. Marca la primera aparición del Rey Helado (excluyendo el corto de animación). 

## Trama
Este episodio comienza con Finn y Jake, en trineo en el Reino de Hielo. Su trineo decapita a un Golem de nieve, por lo que el golem de nieve se hace una cabeza de gato. Después de que el trineo termina roto, Finn opina montar en el intestino de Jake. Se deslizan en un grupo de Pingüinos y caen en una rampa de hielo. El Rey Helado se enoja por su entrada inusual en su dominio. Convoca a una banda de monstruos de la nieve para golpear a Finn y Jake, pero los monstruos son sometidos rápidamente. El Rey Helado congela a Finn y a Jake en un bloque de hielo mientras habla todo el tiempo acerca de la dificultad de mover bloques de hielo. Una vez que está en la puerta se detiene para comer mezcla de frutas secas. El Rey Helado luego los arroja en una celda junto con la Princesa Grumosa, la Princesa Slime, la Princesa Mora, la Princesa Hot Dog, la Princesa Fantasma, La Princesa Trapo y la Princesa Esmeralda.
Las princesas dicen que el Rey Helado las ha mantenido durante semanas en esa celda y les preguntó sobre sus cosas favoritas. Él dice que las recoge para casarse con una de ellas. Finn y Jake tratan de averiguar la manera de salir de la celda, pero la Flauta de Finn se rompe cuando se la lanza al Rey Helado y este congela a Jake cuando trata de usar sus poderes elásticos para hacer una Mano Llave. Las princesas dicen que ellas no se divierten en la celda, ya que el Rey Helado no sabe cómo entretenerlas . Pensó que su lectura sería divertido, pero a ninguna de las princesas les gustó.
El Rey Helado obliga a la Princesa Mora y a las otras princesas a tocar instrumentos musicales. Finn antes diseña un plan, mientras que el Rey Helado toca los tambores y le hace salir de la habitación para que pueda decirle a Jake y las princesas su plan. Ellos pretenden divertirse y Rey Helado entra por accidente a la celda.Finn pelea con el Rey Helado, el Rey Helado queda fuera de combate y tiene sueños acerca de por qué a la gente no le agrada él. En el sueño, el búho Cósmico le dice al Rey Helado que es un sociopata. El Rey Helado despierta después de las cosquillas por los Pingüinos y ve que Finn, Jake, y las princesas han escapado. Mientras tanto, en la celebración de su victoria la Princesa Slime le dice a Finn que le gustaría que se casara con él. Finn le pide a Jake que lo ayude y solo por mentir dice que Finn se hace pipí en los pantalones constantemente, por lo que Finn enloquece. 

## Personajes
Personajes principales
- Finn.
- Jake.
- Rey Helado (Antagonista).
- Princesa Grumosa.
- Princesa Slime (Debut).
- Princesa Mora (Debut).
- Princesa Hot Dog.
- Princesa Fantasma (Debut).
- Princesa de Trapo (Debut).
- Princesa Esmeralda (Debut).
- Gunter (Debut).

Personajes Menores
- Pingüinos.
- Monstruos de la Nieve (Debut).
- Cíclope de Nieve.
- Búho Cósmico (Debut).
- Mini Reina (Carta de Título) (Debut).
- Princesa de la Luz (Originalmente).

## Curiosidades
- Originalmente este episodio se iba a llamar "Meet the Ice King"(Conoce al Rey Helado).
- Originalmente este episodio estaba planeado como el quinto episodio de la serie y no el tercero.
- La princesa que parece mora en este capítulo la llaman Princesa Mora, pero en Los Ojos le dicen Princesa Frambuesa.
- El caracol que saluda se puede ver tras la Princesa Slime cuando grita "¡Si!".
- Es la primera vez que Finn se cambia la ropa.
- Jake dice que tiene prisioneras a 6 esposas, pero la verdad hay 7.
- En el doblaje inglés, el Búho Cósmico tiene la misma voz que Finn, pero más tarde en Jake The Dog no tiene la misma voz.
- Se revela que El Rey Helado tiene un tatuaje de un pingüino
- Se revela que Finn puede tocar la flauta
- En algunas escenas Finn tiene un entrecejo.
- Finn y el Rey Helado tienen una comida llamada "mezcladitos".
- Hay una gran cantidad de referencias del Corto Animado de la serie.
- La Princesa Hot Dog ladra en este episodio, pero en otros episodios se la escucha hablando.
- Al final del capítulo se revela que Finn se hace pipí en la cama o tal vez solo fue una mentira de Jake para que la Princesa Slime no se case con Finn.
- Es la primera vez que se ve al Caracol fácilmente.
- En la cueva del Rey Helado cerca de la cama hay unos calzoncillos probablemente de él.
- En el episodio "Muerte en Flor" Finn no sabe tocar ningún instrumento pero en este episodio sí.
- Raramente la Princesa Fantasma no atraviesa las rejas de la celda tal vez el Rey helado puso un hechizo en las rejas.
- Desde este episodio hay dos reyes conocidos en Ooo el Rey grumoso y el Rey helado.
- En una parte cuando Finn está hablando la Princesa Fantasma está más lejos que las otras princesas luego cuando comienzan a bailar la Princesa Fantasma esta con las otras princesas.
- La corona de la Princesa Slime es muy similar a la de la DP.
- Las princesas al parecer estuvieron alrededor de 23 días encerradas.
- El Rey Helado en este episodio mira al Búho Cósmico pero no muere porque no fue un "Sueño de Muerte" si no una ilusión.
- En este episodio Rey Helado se ve más gordo que en episodios posteriores.
- En el Storyboard original hay una escena quitada en la que salen y Finn y Jake sudando a grandes cantidades.
- Hay una escena eliminada del Storyboard original en el que aparecía un Hombre de Lava.
- Es la primera vez que se ve la flauta de Finn.

Diferencias con Meet the Ice King
- Aparece un Hombre de Lava.
- En la primera escena Finn y Jake están en su casa sufriendo calor.
- Finn y Jake pelean con el Hombre de Lava.
- El Rey Helado come papas fritas como en "¿Pero Qué Hicieron?"
- La corona de la Princesa Fantasma es sólida y no puede atravesar los barrotes de la celda, supuestamente ésta sería la razón por la que la Princesa Fantasma no atraviesa las paredes y se va.
- La Princesa Grumosa no aparece, en su lugar, aparece una princesa con alas y de cabello corto parecida a la Princesa Ángel del Espacio y que es llamada "Princesa de la Luz".
- El Rey Helado salía a capturar más princesas.
- Jake no quería salir de la celda.
- La Princesa de la Luz dice extrañar el himno de su tierra natal y todos comienzan a cantarla, el guion indica que la canción debía ser similar a una escena de “At the Circus” cuando Groucho Marx canta “Lydia the Tattooed Lady”.
- El Rey Helado canta la canción de "su tierra natal"
- Cuando una princesa dice tener hambre, Jake hace raspados con las paredes de hielo y la Princesa Mora les da el sabor.
- El Rey Helado dice no ser feliz y tiene una visión en la que aparecen dos Reyes Helados, y uno le pregunta al otro porqué no es feliz.
- No aparece el Búho Cósmico.
- Todos juegan un Videojuego.
- Todos escapan distrayendo al Rey Helado con el Videojuego.
- El Hombre de Lava aparece al final disfrutando la nieve.

## Carta de Título
- La carta fue diseñada por Phil Rynda, Paul Linsley, y Nick Jennings.
- Es la primera vez que Finn aparece en la carta de título sin Jake.
- Es la primera vez que la Princesa Slime aparece en la carta de título.
- Es la primera vez que el Rey Helado aparece en la carta de título.
- La Mini Reina hace su debut en este episodio pero solo en la carta de título.
- Al principio se escucha la música de la carta de título del episodio "Tronquitos".
- Cuando el Rey Helado se enoja por ser molestado por Finn y Jake, se escucha la música de la carta de título de "Danzarin".
- Curiosamente, en la carta de título se ve una selva a pesar de que el episodio se desarrolla en el Reino Helado.
- Es la primera vez que Finn aparece en carta de título sin mochila.

## Errores
- Cuando el Rey Helado está tocando la batería durante unos segundos a la corona le falta una gema.
- Cuando Jake le dice al Rey Helado de porque secuestró a 6 princesas, cuando en la celda había 7 princesas.

- Datos: Q5800273